# Wereldkampioenschap superbike van Donington 2000
Het wereldkampioenschap superbike van Donington 2000 was de vierde ronde van het wereldkampioenschap superbike en de derde ronde van het wereldkampioenschap Supersport 2000. De races werden verreden op 14 mei 2000 op Donington Park in North West Leicestershire, Verenigd Koninkrijk.

## Superbike

### Race 1
| Pos | Nr  | Rijder               | Constructeur | Rondes | Tijd        | Grid | Punten |
| --- | --- | -------------------- | ------------ | ------ | ----------- | ---- | ------ |
| 1   | 2   | Colin Edwards        | Honda        | 25     | 39:26.879   | 1    | 25     |
| 2   | 7   | Pierfrancesco Chili  | Suzuki       | 25     | +1.079      | 2    | 20     |
| 3   | 48  | Neil Hodgson         | Ducati       | 25     | +6.177      | 4    | 16     |
| 4   | 41  | Noriyuki Haga        | Yamaha       | 25     | +9.877      | 7    | 13     |
| 5   | 49  | Chris Walker         | Suzuki       | 25     | +12.295     | 5    | 11     |
| 6   | 45  | James Haydon         | Ducati       | 25     | +12.845     | 8    | 10     |
| 7   | 4   | Akira Yanagawa       | Kawasaki     | 25     | +14.685     | 3    | 9      |
| 8   | 3   | Troy Corser          | Aprilia      | 25     | +18.577     | 9    | 8      |
| 9   | 111 | Aaron Slight         | Honda        | 25     | +20.906     | 13   | 7      |
| 10  | 47  | John Reynolds        | Ducati       | 25     | +22.696     | 6    | 6      |
| 11  | 6   | Gregorio Lavilla     | Kawasaki     | 25     | +44.101     | 14   | 5      |
| 12  | 43  | Steve Hislop         | Yamaha       | 25     | +48.580     | 11   | 4      |
| 13  | 33  | Robert Ulm           | Ducati       | 25     | +51.739     | 21   | 3      |
| 14  | 13  | Andreas Meklau       | Ducati       | 25     | +51.792     | 20   | 2      |
| 15  | 155 | Ben Bostrom          | Ducati       | 25     | +57.757     | 12   | 1      |
| 16  | 39  | Alessandro Gramigni  | Yamaha       | 25     | +1:04.794   | 24   |        |
| 17  | 30  | Alessandro Antonello | Aprilia      | 25     | +1:07.470   | 26   |        |
| 18  | 18  | Markus Barth         | Yamaha       | 25     | +1:11.820   | 19   |        |
| 19  | 35  | Giovanni Bussei      | Kawasaki     | 25     | +1:23.429   | 25   |        |
| 20  | 20  | Marco Borciani       | Ducati       | 25     | +1:27.926   | 28   |        |
| 21  | 46  | Mauro Sanchini       | Ducati       | 25     | +1:28.770   | 29   |        |
| 22  | 28  | Jürgen Oelschläger   | Yamaha       | 25     | +1:30.569   | 27   |        |
| 23  | 38  | Lance Isaacs         | Ducati       | 25     | +1:31.046   | 30   |        |
| 24  | 15  | Igor Antonelli       | Kawasaki     | 24     | +1 ronde    | 31   |        |
| 25  | 69  | Jonnie Ekerold       | Honda        | 24     | +1 ronde    | 33   |        |
| 26  | 24  | Vladimír Karban      | Suzuki       | 23     | +2 ronden   | 34   |        |
| NC  | 10  | Vittoriano Guareschi | Yamaha       | 10     | +15 ronden  | 18   |        |
| DNF | 32  | Massimo De Silvestro | Kawasaki     | 16     | Uitgevallen | 35   |        |
| DNF | 42  | John Crawford        | Suzuki       | 14     | Uitgevallen | 16   |        |
| DNF | 11  | Lucio Pedercini      | Ducati       | 10     | Uitgevallen | 23   |        |
| DNF | 12  | Haruchika Aoki       | Ducati       | 10     | Uitgevallen | 15   |        |
| DNF | 44  | Claude-Alain Jäggi   | Honda        | 7      | Uitgevallen | 36   |        |
| DNF | 113 | Paolo Blora          | Ducati       | 5      | Uitgevallen | 32   |        |
| DNF | 22  | Luca Cadalora        | Ducati       | 5      | Uitgevallen | 17   |        |
| DNF | 19  | Juan Borja           | Ducati       | 3      | Uitgevallen | 10   |        |
| DNF | 9   | Katsuaki Fujiwara    | Suzuki       | 1      | Uitgevallen | 22   |        |

### Race 2
| Pos | Nr  | Rijder               | Constructeur | Rondes | Tijd         | Grid | Punten |
| --- | --- | -------------------- | ------------ | ------ | ------------ | ---- | ------ |
| 1   | 48  | Neil Hodgson         | Ducati       | 25     | 39:32.446    | 4    | 25     |
| 2   | 49  | Chris Walker         | Suzuki       | 25     | +0.830       | 5    | 20     |
| 3   | 7   | Pierfrancesco Chili  | Suzuki       | 25     | +2.746       | 2    | 16     |
| 4   | 41  | Noriyuki Haga        | Yamaha       | 25     | +5.854       | 7    | 13     |
| 5   | 4   | Akira Yanagawa       | Kawasaki     | 25     | +10.215      | 3    | 11     |
| 6   | 45  | James Haydon         | Ducati       | 25     | +22.342      | 8    | 10     |
| 7   | 111 | Aaron Slight         | Honda        | 25     | +25.216      | 13   | 9      |
| 8   | 155 | Ben Bostrom          | Ducati       | 25     | +26.064      | 12   | 8      |
| 9   | 13  | Andreas Meklau       | Ducati       | 25     | +38.512      | 20   | 7      |
| 10  | 12  | Haruchika Aoki       | Ducati       | 25     | +38.713      | 15   | 6      |
| 11  | 30  | Alessandro Antonello | Aprilia      | 25     | +43.755      | 26   | 5      |
| 12  | 42  | John Crawford        | Suzuki       | 25     | +59.001      | 16   | 4      |
| 13  | 9   | Katsuaki Fujiwara    | Suzuki       | 25     | +1:04.022    | 22   | 3      |
| 14  | 10  | Vittoriano Guareschi | Yamaha       | 25     | +1:04.278    | 18   | 2      |
| 15  | 39  | Alessandro Gramigni  | Yamaha       | 25     | +1:04.404    | 24   | 1      |
| 16  | 18  | Markus Barth         | Yamaha       | 25     | +1:05.127    | 19   |        |
| 17  | 22  | Luca Cadalora        | Ducati       | 25     | +1:18.174    | 17   |        |
| 18  | 46  | Mauro Sanchini       | Ducati       | 25     | +1:23.498    | 29   |        |
| 19  | 20  | Marco Borciani       | Ducati       | 25     | +1:24.036    | 28   |        |
| 20  | 38  | Lance Isaacs         | Ducati       | 25     | +1:36.693    | 30   |        |
| DNF | 35  | Giovanni Bussei      | Kawasaki     | 22     | Uitgevallen  | 25   |        |
| DNF | 47  | John Reynolds        | Ducati       | 20     | Uitgevallen  | 6    |        |
| DNF | 33  | Robert Ulm           | Ducati       | 17     | Uitgevallen  | 21   |        |
| DNF | 28  | Jürgen Oelschläger   | Yamaha       | 14     | Ongeluk      | 27   |        |
| DNF | 2   | Colin Edwards        | Honda        | 11     | Ongeluk      | 1    |        |
| DNF | 11  | Lucio Pedercini      | Ducati       | 10     | Uitgevallen  | 23   |        |
| DNF | 19  | Juan Borja           | Ducati       | 9      | Uitgevallen  | 10   |        |
| DNF | 6   | Gregorio Lavilla     | Kawasaki     | 9      | Uitgevallen  | 14   |        |
| DNF | 43  | Steve Hislop         | Yamaha       | 8      | Uitgevallen  | 11   |        |
| DNF | 15  | Igor Antonelli       | Kawasaki     | 7      | Uitgevallen  | 31   |        |
| DNF | 44  | Claude-Alain Jäggi   | Honda        | 7      | Uitgevallen  | 36   |        |
| DNF | 69  | Jonnie Ekerold       | Honda        | 7      | Uitgevallen  | 33   |        |
| DNF | 32  | Massimo De Silvestro | Kawasaki     | 5      | Uitgevallen  | 35   |        |
| DNF | 24  | Vladimír Karban      | Suzuki       | 4      | Uitgevallen  | 34   |        |
| DNF | 3   | Troy Corser          | Aprilia      | 2      | Ongeluk      | 9    |        |
| DNS | 113 | Paolo Blora          | Ducati       | 0      | Niet gestart | 32   |        |

## Supersport
| Pos | Nr | Rijder                | Constructeur | Rondes | Tijd         | Grid | Punten |
| --- | -- | --------------------- | ------------ | ------ | ------------ | ---- | ------ |
| 1   | 1  | Stéphane Chambon      | Suzuki       | 23     | 37:46.693    | 2    | 25     |
| 2   | 69 | James Whitham         | Yamaha       | 23     | +5.305       | 9    | 20     |
| 3   | 4  | Jörg Teuchert         | Yamaha       | 23     | +7.192       | 12   | 16     |
| 4   | 12 | Andrew Pitt           | Kawasaki     | 23     | +7.507       | 7    | 13     |
| 5   | 29 | Christer Lindholm     | Yamaha       | 23     | +9.645       | 4    | 11     |
| 6   | 2  | Iain MacPherson       | Kawasaki     | 23     | +11.688      | 6    | 10     |
| 7   | 6  | Christian Kellner     | Yamaha       | 23     | +12.100      | 8    | 9      |
| 8   | 15 | Paolo Casoli          | Ducati       | 23     | +19.942      | 5    | 8      |
| 9   | 14 | Christophe Cogan      | Yamaha       | 23     | +22.656      | 19   | 7      |
| 10  | 17 | Pere Riba             | Honda        | 23     | +26.983      | 3    | 6      |
| 11  | 21 | Massimo Meregalli     | Yamaha       | 23     | +31.319      | 18   | 5      |
| 12  | 18 | Vittorio Iannuzzo     | Yamaha       | 23     | +38.785      | 23   | 4      |
| 13  | 22 | Werner Daemen         | Yamaha       | 23     | +42.792      | 20   | 3      |
| 14  | 3  | Piergiorgio Bontempi  | Ducati       | 23     | +43.699      | 14   | 2      |
| 15  | 55 | Norino Brignola       | Yamaha       | 23     | +47.151      | 30   | 1      |
| 16  | 16 | Sébastien Charpentier | Honda        | 23     | +49.561      | 16   |        |
| 17  | 35 | Shinya Takeishi       | Honda        | 23     | +51.325      | 24   |        |
| 18  | 23 | Davide Bulega         | Yamaha       | 23     | +51.480      | 31   |        |
| 19  | 43 | Stuart Wickens        | Yamaha       | 23     | +51.992      | 25   |        |
| 20  | 25 | Igor Jerman           | Ducati       | 23     | +54.072      | 28   |        |
| 21  | 24 | Maurizio Prattichizzo | Yamaha       | 23     | +55.137      | 32   |        |
| DNF | 20 | Karl Harris           | Suzuki       | 15     | Ongeluk      | 27   |        |
| DNF | 34 | Yves Briguet          | Ducati       | 15     | Ongeluk      | 21   |        |
| DNF | 19 | Walter Tortoroglio    | Ducati       | 14     | Ongeluk      | 22   |        |
| DNF | 10 | William Costes        | Honda        | 14     | Uitgevallen  | 15   |        |
| DNF | 31 | Karl Muggeridge       | Honda        | 13     | Ongeluk      | 1    |        |
| DNF | 28 | Michele Malatesta     | Ducati       | 11     | Uitgevallen  | 29   |        |
| DNF | 40 | Kevin Curtain         | Yamaha       | 9      | Ongeluk      | 10   |        |
| DNF | 8  | Cristiano Migliorati  | Suzuki       | 7      | Uitgevallen  | 13   |        |
| DNF | 39 | Nigel Arnold          | Honda        | 6      | Ongeluk      | 17   |        |
| DNF | 5  | Rubén Xaus            | Ducati       | 6      | Ongeluk      | 11   |        |
| DNF | 99 | Fabien Foret          | Ducati       | 5      | Uitgevallen  | 36   |        |
| DNF | 9  | Wilco Zeelenberg      | Yamaha       | 2      | Uitgevallen  | 26   |        |
| DNF | 26 | Kyro Verstraeten      | Yamaha       | 2      | Uitgevallen  | 35   |        |
| DNF | 70 | Phil Giles            | Suzuki       | 1      | Uitgevallen  | 34   |        |
| DNS | 42 | Jamie Morley          | Suzuki       | 0      | Niet gestart | 33   |        |

## Tussenstanden na wedstrijd

### Superbike
| Pos | Nr | Rijder              | Team     | Punten |
| --- | -- | ------------------- | -------- | ------ |
| 1   | 2  | Colin Edwards       | Honda    | 124    |
| 2   | 41 | Noriyuki Haga       | Yamaha   | 105    |
| 3   | 7  | Pierfrancesco Chili | Suzuki   | 99     |
| 4   | 3  | Troy Corser         | Aprilia  | 80     |
| 5   | 6  | Gregorio Lavilla    | Kawasaki | 54     |

### Supersport
| Pos | Nr | Rijder            | Team   | Punten |
| --- | -- | ----------------- | ------ | ------ |
| 1   | 69 | James Whitham     | Yamaha | 58     |
| 2   | 1  | Stéphane Chambon  | Suzuki | 57     |
| 3   | 4  | Jörg Teuchert     | Yamaha | 46     |
| 4   | 6  | Christian Kellner | Yamaha | 29     |
| 5   | 15 | Paolo Casoli      | Ducati | 28     |

1988 · 1989 · 1990 · 1991 · 1992 · 1993 · 1994 (I) · 1994 (II) · 1995 · 1996 · 1997 · 1998 · 1999 · 2000 · 2001 · 2007 · 2008 · 2009 · 2011 · 2012 · 2013 · 2014 · 2015 · 2016 · 2017 · 2018 · 2019 · 2021 · 2022 · 2023 · 2024 · 2025